# 上标

圖中的bar字母就是上標

上标，也叫上角标，是出现在一列正常字体文字的上边的数字、字母或其他符号，在其他字母或符号的左边或右边。
上标具有多种用途，常用于公式、数学式或化学复合物及同位素。也能用于指示文章中一列註腳。在英文中，有时將序数词的结尾写成上标（如 1st、2nd、3rd代替1st、2nd、3rd）。

## 軟體設定
- 在Microsoft Word中，可使用「CTRL + SHIFT + =」指令使用上標文字，或點選「字型」選項設定
- 在HTML 和wikitext中，可將上標文字放在<sup>和</sup>的中间
- Unicode中，有一些特殊的上标 ，如⁰¹²³⁴⁵⁶⁷⁸⁹⁺⁻⁼⁽⁾ⁿⁱ
- TeX的数学模式中（在MediaWiki中使用），上标用符号 ^ 设定：$X^{ab}$生成{\displaystyle X^{ab}}